# Françoise Bourdin
Françoise Bourdin (Paris, 1952 - 25 de dezembro de 2022 foi uma escritora francesa. Ela publicou cerca de cinquenta livros e em 2012 ocupou o quarto lugar entre os escritores franceses em número de livros vendidos, com 15 milhões de cópias. Seus romances são geralmente dramas familiares e suas personagens são pessoas com as quais os leitores podem se relacionar, daí o slogan "Histórias que se parecem conosco".

## Primeiros anos
Seus pais eram os cantores de ópera Roger Bourdin e Géori Boué. Ela tem uma irmã. Estudou no Lycée Victor-Duruy e praticou equitação.
Seu noivo se mata diante de seus olhos durante um torneio de equitação quando ela tinha 16 anos. Ela conta que nessa ocasião pensou em largar o esporte, mas trocou de treinador, recomeçou e virou jóquei. Ela competiu em corridas de cavalos em Maisons-Laffitte e Chantilly. Após a morte de seu noivo, ela escreveu a história de uma jovem apaixonada por cavalos intitulada Les Soleils Mouttes. A obra foi publicada em 1972 (ela tinha 19 anos na época) pelas edições Julliard. Seu segundo livro, De Vagues Herbes Jaunes, foi publicado em 1973, e posteriormente adaptado para a televisão por Josée Dayan, seu primeiro filme para a TV, estrelado por Laurent Terzieff. Então ela faz uma pausa na escrita e se casa com um amigo de infância que se tornou médico.
Françoise Bourdin escreve alguns anos depois vários livros na juventude, por volta dos 25 anos, depois constitui família. Ela realmente voltou a escrever depois de criar as filhas (uma delas, Frédérique Le Ternier, nascida em 1982, é radialista da France Bleu) e após o divórcio por volta dos 40 anos. A princípio, seus manuscritos não interessam. Mas ela persiste e continua enviando seus textos pelo correio. Após cerca de quinze rejeições, Mano a mano foi publicado em 1991 por Denoël, e Sang et or no mesmo ano por Éditions de la Table ronde. Em 1994, ingressou em outra editora, a Belfond, e as vendas dispararam.
Ela mora na casa ocupada por André Castelot em Port-Mort e dedica grande parte de seu tempo livre e de sua renda à reforma dessa casa.
Em 2019 ela declarou: “Há um certo desprezo pela literatura popular”. "As pessoas que desprezam o que escrevo obviamente nunca leram um único parágrafo disso. É muito injusto. É um elitismo a priori”.

## Carreira literária
Embora seja a quarta autora francesa em número de livros vendidos (atrás de Guillaume Musso, Marc Levy e Katherine Pancol) com 8 milhões de livros, a imprensa raramente divulga suas publicações, com apenas cerca de quinze artigos na imprensa nacional em dez anos. Devido à falta de cobertura da mídia para uma escritora que vende tanto, ela é retratada como discreta. De fato, foi no início da sua carreira que declarou ter lamentado esta indiferença dos meios de comunicação, dos programas literários ou mesmo dos júris de prémios literários ("teria-me tocado"), mas tendo dado um passo atrás à medida que o seu número de leitores aumentava.

## Morte
Françoise Bourdin morreu em 25 de dezembro de 2022 com a idade de 70 anos.

## Publicações
- Les Soleils mouillés, éd. Julliard, 1972
- De vagues herbes jaunes, 1973
- Sang et Or, 1991
- Mano à Mano, éd. Denoël, 1991 ; éd. Belfond, 2009
- Les Vendanges de juillet, éd. Belfond, 1994, 520 pages
- Juillet en hiver, 1995
- Terre Indigo .  éd TF1 1996
- La Camarguaise, 1997
- Comme un frère, 1997
- Nom de jeune fille, 1999
- Les Vendanges de juillet, 1999
- L'Homme de leur vie, éd. Belfond, 2000 ; éd. Pocket, 2004
- Le Secret de Clara, éd. Belfond, 2000 ; éd. Pocket, 2004
- L'Héritage de Clara, éd. Belfond, 2001
- L'Héritier des Beaulieu, éd. Belfond, 2003, 320 pages.
- Les Sirènes de Saint-Malo, éd. Belfond, 2006, 333 pages
- Les Bois de Battandière, éd. Belfond, 2007, 312 pages
- Une nouvelle vie, éd. Belfond, 2008, 348 pages
- La Maison des Aravis, éd. Belfond ; éd. Pocket, 2004
- Un été de canicule, éd. Belfond ; éd. Pocket, 2004
- Les Années passion : Le roman d'une femme libre, éd. Belfond ; éd. Pocket, 2004
- Un mariage d'amour, éd. Belfond ; éd. Pocket, 2004
- Choix d'une femme libre, éd. Belfond ; éd. Pocket, 2005
- Rendez-vous à Kerloc'h, éd. Belfond ; éd. Pocket, 2006
- Objet de toutes les convoitises, éd. Belfond ; éd. Pocket, 2006
- Une passion fauve, éd. Belfond ; Pocket, 2007
- Bérill ou la passion en héritage, éd. Belfond ; Pocket, 2007
- L'Inconnue de Peyrolles, éd. Belfond ; éd. Pocket, 2008
- Un cadeau inespéré, éd. Belfond ; éd. Pocket, 2008
- Une nouvelle vie, éd. Belfond, 2008 ISBN 9782714444509
- Dans le silence de l'aube, éd. Belfond, 2008 ISBN 978-2-7144-4354-0
- Sans regrets, éd. Belfond, 2009, ISBN 978-2-7144-4520-9
- Un soupçon d'interdit éd. France Loisirs, (Réf : 412544), 2009
- D'espoir et de promesse, éd. Belfond, 2010, ISBN 978-2-7144-4708-1
- Les Landes en héritage, tome 1 : Des grondements de l'océan, éd. Belfond, 2011, ISBN 978-2-7144-4828-6
- Le Testament d'Ariane, éd. Belfond, 2011
- Dans les pas d'Ariane  éd. Belfond, 2011
- Serment d'automne, éd. Belfond, 2012, ISBN 978-2-7144-5242-9
- BM Blues, éd. Belfond, 2012, 105 pages
- D'eau et de feu, éd. Belfond, 2013
- Galop d’essai, éd. Belfond, 2014, ISBN 978-2-7144-5679-3
- La promesse de l'océan, éd. Belfond, 2014, ISBN 978-2714454126
- Un nouveau départ pour changer de vie, éditions Omnibus, 2014, ISBN 978-2-258-10609-3